# モガケ!
「モガケ!」は、手越祐也の楽曲。6枚目の配信限定シングルとして2021年12月15日にフォーライフミュージックから発売。

## 概要
- 6か月連続配信プロジェクト第六弾。
- 「突然襲いかかったパンデミックや様々な出来事にも何度倒れそうになっても怯むことなく前に進もう、その先にNEW FRONTIER＝新しい世界が広がる」ということを表現した、こんな時代だからこその背中を押してくれる作品[1]。
- 2021年3月7日に京セラドームで行われた関西コレクションのゲストステージで初披露。ジャニーズ事務所から独立後に披露された2曲目の新曲。
- 2021年12月22日発売の初のソロ・アルバム『NEW FRONTIER』のリードトラック。

## 収録曲
1. モガケ!
作詞：17
作曲：17

## リリース
2021年12月15日から配信リリース。品番はDISA-0353。